# Hope International
Hope International — христианская микрофинансовая организация, предлагающая микрокредиты и сберегательные программы для бедных людей всех вероисповеданий в развивающихся странах и странах третьего мира. Организация оказала помощь более чем 400 000 предпринимателям с начала своей деятельности в 1997 году, примерно 82 % всех клиентов составляют женщины. Главный офис организации находится в американском городе Ланкастер, штат Пенсильвания.

## Предпосылки появления
Группа Всемирного банка сообщает, что «в развивающихся странах от 30 до 37 % малого и среднего бизнеса занимают женщины, многие из которых сталкиваются с финансовыми барьерами в самом начале». Традиционно, бедные люди выходят из финансовых проблем путём заимствования средств у друзей и семьи или займов у ростовщиков, взимающих высокие процентные ставки. Микрофинансовые организации призваны решить эти проблемы.

## История
После распада Советского Союза в конце 1991 года, Джефф Рутт и Пенсильванская церковь сотрудничали с украинским пастором и поставляли благотворительные товары в украинскую общину, оказавшуюся, как и всё общество, в тяжёлом экономическом положении. После трёх лет благотворительной работы, Рутт обнаружил, что пожертвованные товары создали некую зависимость от благотворительности, а не изменили критического положения дел в обществе. После выбора из нескольких видов помощи, Рутт остановился на программе микрофинансирования для расширения возможностей бедных украинцев. Рутт предложил кредитование малого бизнеса. Программа оказалась успешной и в 1997 году Рутт основал христианскую микрофинансовую организацию Hope International. Всё ещё работая на Украине, организация стала искать возможности для расширения своей деятельности на другие страны, население которых определённо нуждалось в подобных услугах. В 2004 году пост президента Hope International занимает Питер Грир, проработавший несколько лет в различных микрофинансовых организациях и закончивший аспирантуру в Гарвардском университете.
В попечительном совете организации состоят десять членов под председательством Джеффа Рутта. В организации также состоят двенадцать региональных членов совета, расположенные по всей территории США: в Калифорнии, Флориде, Массачусетсе, Миннесоте, Пенсильвании, Колорадо, Алабаме, Джорджии, Иллинойсе, Техасе, Новой Англии и Вирджинии.

## Методология
В своей работе Hope International использует два основных микрофинансовых метода: метод вращающихся сбережений кредитных ассоциаций и метод групповой солидарности. Суть первого метода заключается в создании группы числом от 10 до 50 человек, все члены которой вносят одинаковый вклад в общий фонд, а один из них может занять эти деньги. На следующем собрании группы происходит то же самое, только деньги достаются другому члену группы и так далее. Таким образом, имея достаточно ограниченный бюджет, заёмщики могут единоразово получить довольно большую сумму.
Также Hope International использует альтернативную форму кредитной ассоциации — групповую солидарность. Это подразумевает группу от 5 до 15 человек, которые получают большую сумму в заём от Hope International. Деньги делятся между членами этой ассоциации. Стимулом к возвращению денег является то, что обычно заёмщики знают друг друга и при невозврате денег одним из них, другие должны платить за него.
В некоторых странах Hope International предлагает традиционные кредиты и сберегательные услуги. Такие услуги приоритетны в странах с культурами, ориентированными на индивидуализм, нежели на коллективизм.

## Отделения в других странах
- Доминиканская Республика: Esperanza International[11]. С 2004 года;
- Гаити: Esperanza International[11]. С 2006 года;
- Филиппины: Center for Community Transformation[12]. С 2007 года;
- Румыния: ROMCOM[13];
- Руанда: Urwego Opportunity Bank[14]. С 2005 года;
- Демократическая Республика Конго[15][16]: с 2004 года;
- Зимбабве: Acta Non Verba;
- Бурунди: с 2008 года;
- КНР: с 2000 года;
- Индия;
- Молдавия: с 2005 года;
- Украина: с 1997 года;
- Республика Конго[17]. С 2009 года.